# Sarawak FA
El Sarawak FA la Asociación de Fútbol de Sarawak (en malayo: Persatuan Bola Sepak Sarawak), es un equipo de fútbol de Malasia que compite en la Superliga de Malasia, la máxima categoría del fútbol en el país.
Fue fundado en el año 1974 en la ciudad de Kuching, estado de Sarawak y ha sido campeón de la Superliga en una ocasión, En 2013 Sarawak FA ganó la Premier League Malasia o Segunda División para lograr su regreso a la Superliga para la temporada 2014. 
A nivel internacional en 1999 avanzó a la segunda fase de la Copa de Campeones de Asia. 

## Estadio
El club disputa sus partidos en el Sarawak Stadium de la ciudad de Kuching. El estadio tiene una capacidad de 40.000 espectadores y fue construido en 1995 para ser utilizado en el Mundial Juvenil de 1997, El estadio se encuentra junto al antiguo Estadio Negeri que se utilizó anteriormente para organizar varios torneos.

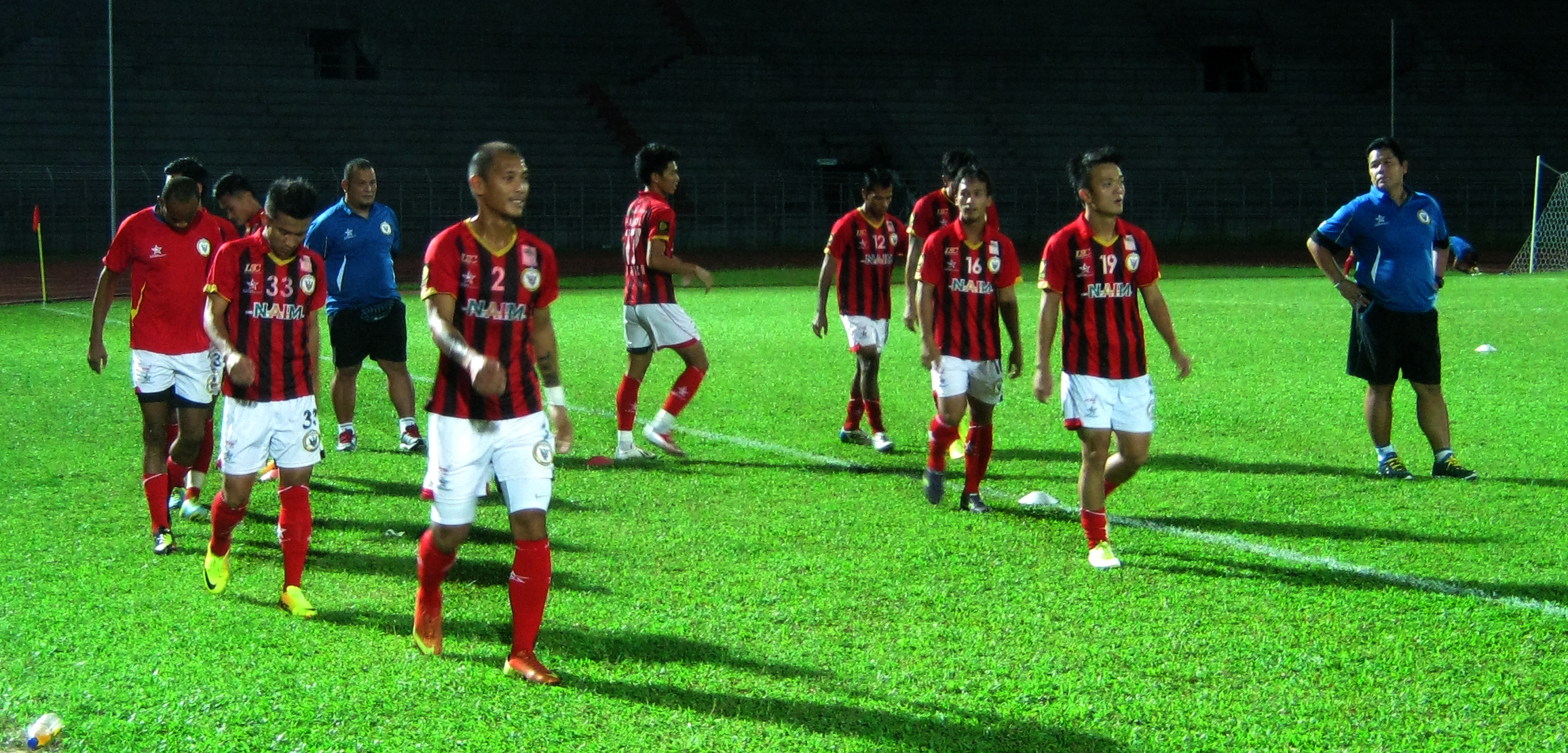
Jugadores Sarawak FA

## Palmarés
- Superliga de Malasia: (1)

1997
- Premier League de Malasia: (1)

2013
- Copa de Malasia: (1)

1999
- Copa FA de Malasia: (1)

1992

## Participaciones en Asia
- Recopa de Asia
  - Cuartos de final: 1999